# Arcidiocesi di Port Moresby

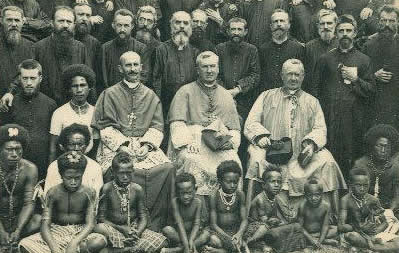
Gruppo di missionari con il vicario apostolico Alain Guynot de Boismenu (al centro)

L'arcidiocesi di Port Moresby (in latino: Archidioecesis Portus Moresbiensis) è una sede metropolitana della Chiesa cattolica in Papua Nuova Guinea. Nel 2021 contava 224.200 battezzati su 760.560 abitanti. È retta dall'arcivescovo cardinale John Ribat, M.S.C.

## Territorio
L'arcidiocesi comprende il distretto della Capitale Nazionale e parte della Provincia Centrale della Papua Nuova Guinea.
Sede arcivescovile è la città di Port Moresby, dove si trova la cattedrale di Santa Maria.
Il territorio è suddiviso in 22 parrocchie.

## Storia
Il vicariato apostolico della Nuova Guinea fu eretto il 10 maggio 1889 con il breve apostolico Ut catholica fides di papa Leone XIII, ricavandone il territorio dal vicariato apostolico di Melanesia, contestualmente soppresso.
Il 14 novembre 1922 assunse il nome di vicariato apostolico di Papuasia in forza del decreto Post exstinctum della Congregazione di Propaganda Fide.
Il 29 marzo 1938 per effetto della bolla Quo commodius cedette le isole australiane alla diocesi di Victoria-Palmerston, che contestualmente assunse il nome di diocesi di Darwin.
Il 3 giugno 1946 in forza della bolla Quo in regionibus di papa Pio XII cedette un'altra porzione di territorio a vantaggio dell'erezione della prefettura apostolica di Samarai (oggi diocesi di Alotau-Sideia) e contestualmente assunse il nome di vicariato apostolico di Port Moresby.
Il 13 novembre 1958 cedette un'ulteriore porzione di territorio a vantaggio dell'erezione della prefettura apostolica di Mendi (oggi diocesi). Il 16 luglio 1959 si ebbero ulteriori cessioni di territorio a vantaggio dell'erezione della prefettura apostolica di Daru (oggi diocesi di Daru-Kiunga) e del vicariato apostolico dell'isola di Yule (oggi diocesi di Bereina).
Il 15 novembre 1966 il vicariato apostolico è stato elevato al rango di arcidiocesi metropolitana con la bolla Laeta incrementa di papa Paolo VI.

## Cronotassi dei vescovi
Si omettono i periodi di sede vacante non superiori ai 2 anni o non storicamente accertati.
- Louis-André Navarre, M.S.C. † (10 maggio 1889 - gennaio 1908 dimesso)
- Alain Guynot de Boismenu, M.S.C. † (gennaio 1908 succeduto - 18 gennaio 1945 dimesso)
- André Sorin, M.S.C. † (13 giugno 1946 - 19 aprile 1959 deceduto)
- Virgil Patrick Copas, M.S.C. † (19 dicembre 1959 - 19 dicembre 1975 dimesso)
- Herman To Paivu † (19 dicembre 1975 - 12 febbraio 1981 deceduto)
- Peter Kurongku † (3 ottobre 1981 - 11 giugno 1996 deceduto)
- Brian James Barnes, O.F.M. † (14 giugno 1997 - 26 marzo 2008 ritirato)
- John Ribat, M.S.C., dal 26 marzo 2008

## Statistiche
L'arcidiocesi nel 2021 su una popolazione di 760.560 persone contava 224.200 battezzati, corrispondenti al 29,5% del totale.
| anno | popolazione | popolazione | popolazione | presbiteri | presbiteri | presbiteri | presbiteri                | diaconi | religiosi | religiosi | parrocchie |
| anno | battezzati  | totale      | %           | numero     | secolari   | regolari   | battezzati per presbitero | diaconi | uomini    | donne     | parrocchie |
| ---- | ----------- | ----------- | ----------- | ---------- | ---------- | ---------- | ------------------------- | ------- | --------- | --------- | ---------- |
| 1950 | 25.594      | 220.000     | 11,6        | 48         | 1          | 47         | 533                       |         | 63        | 103       | 4          |
| 1969 | 13.400      | 196.000     | 6,8         | 27         |            | 27         | 496                       |         | 52        | 57        | 12         |
| 1980 | 32.000      | 243.886     | 13,1        | 52         | 7          | 45         | 615                       | 2       | 140       | 147       | 15         |
| 1990 | 74.000      | 292.000     | 25,3        | 59         | 20         | 39         | 1.254                     |         | 139       | 137       | 23         |
| 1999 | 137.820     | 462.767     | 29,8        | 55         | 13         | 42         | 2.505                     |         | 125       | 123       | 23         |
| 2000 | 158.883     | 476.650     | 33,3        | 55         | 14         | 41         | 2.888                     |         | 115       | 125       | 23         |
| 2001 | 160.790     | 482.370     | 33,3        | 51         | 12         | 39         | 3.152                     |         | 93        | 137       | 23         |
| 2002 | 163.201     | 494.429     | 33,0        | 67         | 9          | 58         | 2.435                     |         | 66        | 132       | 23         |
| 2003 | 181.529     | 504.317     | 36,0        | 68         | 11         | 57         | 2.669                     |         | 66        | 161       | 23         |
| 2004 | 183.889     | 512.386     | 35,9        | 70         | 14         | 56         | 2.626                     |         | 166       | 145       | 19         |
| 2013 | 204.186     | 617.523     | 33,1        | 88         | 6          | 82         | 2.320                     |         | 255       | 152       | 19         |
| 2016 | 207.623     | 655.319     | 31,7        | 65         | 4          | 61         | 3.194                     | 1       | 222       | 103       | 19         |
| 2019 | 211.012     | 715.882     | 29,5        | 53         | 4          | 49         | 3.981                     |         | 224       | 126       | 19         |
| 2021 | 224.200     | 760.560     | 29,5        | 55         | 6          | 49         | 4.076                     |         | 224       | 126       | 22         |